# Campylopodiella flagellacea
Campylopodiella flagellacea là một loài Rêu trong họ Dicranaceae. Loài này được (Müll. Hal.) J.-P. Frahm & Isov. mô tả khoa học đầu tiên năm 1988.